# Patrice Bernier
Patrice ("Bernie") Bernier (n. Brossard, Quebec, Canadá, 23 de septiembre de 1979) es un exfutbolista canadiense. Jugaba de mediocampista. Debutó profesionalmente en el Montreal Impact, luego pasó por equipos de la Superliga de Dinamarca y el Kaiserslautern de Alemania, regresó al Montreal hasta su retiro en 2017.  Jugó hockey sobre hielo júnior para los Foreurs Val-d'Or y los Faucons Sherbrooke de la liga de hockey de Quebec Major Junior durante dos temporadas. Es hijo de padres haitianos.

## Biografía
Hijo de padres haitianos, su madre es originaria de Puerto Príncipe, mientras que su padre de Miragoâne, un pueblo a 90 kilómetros al oeste de la capital. Sus padres vinieron a Quebec para estudiar en la Escuela de Altos Estudios Comerciales de Montreal (HEC) en 1971.

## Clubes
| Club            | País      | Año         |
| --------------- | --------- | ----------- |
| Montreal Impact | Canadá    | 2000 - 2002 |
| Moss FK         | Noruega   | 2003 - 2004 |
| Tromsø IL       | Noruega   | 2004 - 2007 |
| Kaiserslautern  | Alemania  | 2007 - 2008 |
| FC Nordsjælland | Dinamarca | 2008 - 2011 |
| Lyngby BK       | Dinamarca | 2011        |
| Montreal Impact | Canadá    | 2012 - 2017 |